# Noorderleeg
Het Noorderleeg (Fries: Noarderleech) is een buitendijks natuurgebied in het noordwesten van de Nederlandse provincie Friesland dat valt onder het grotere kweldergebied Noord-Friesland Buitendijks tussen Zwarte Haan en de pier van Holwerd. Het gebied is te bezoeken via Hallum, waar aan de rand van het Noorderleeg een kweldercentrum is van It Fryske Gea en een tot uitkijktoren verbouwde grassilo, De Seedykster Toer. Ook is het mogelijk vanaf de dijkovergang ten noorden van Nieuwebildtzijl het gebied in te gaan en via zomerdijkjes naar de bunker te wandelen.

## Kenmerken
Het kwelderlandschap Noorderleeg bestaat uit zomerpolders, dobben, zilte graslanden, slikvelden en kent een rijk soortenaanbod van flora en fauna. Kweldergewassen als zeekraal, zeeaster, schorrekruid, spiesmelde, gewone zoutmelde, zeeweegbree, melkkruid, aardbeiklaver en zeealsem zijn te vinden in het Noordenleeg. Jaarlijks rusten, broeden en foerageren hier meer dan een miljoen vogels, zoals kluten, zwarte ruiters, kanoetstrandlopers, tureluurs, zilverplevieren, rosse grutto's, goudplevieren, wulpen en bonte strandlopers.

## Tweede Wereldoorlog

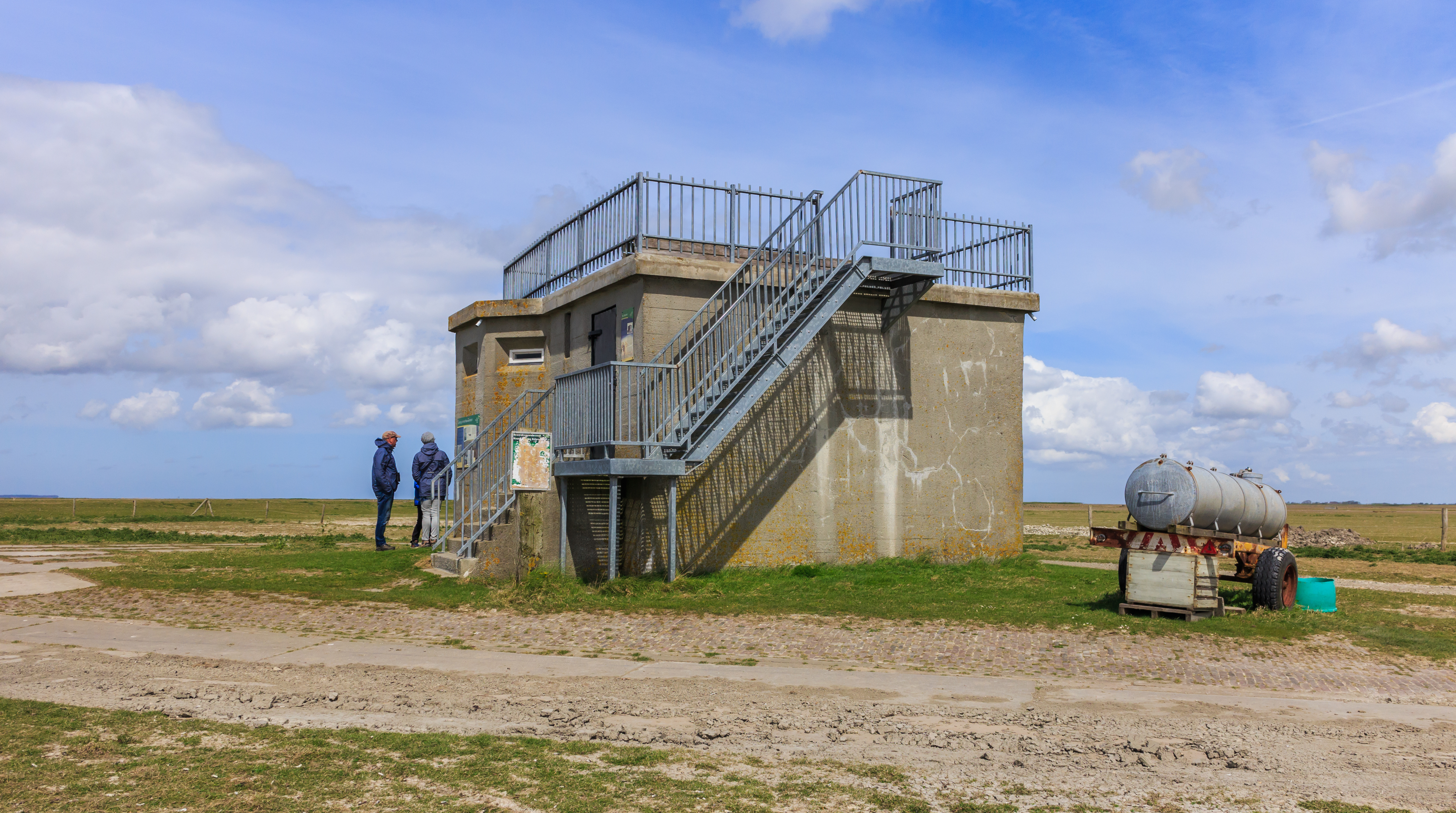
De bunker in het Noorderleeg

Het Noorderleeg heeft tijdens de Tweede Wereldoorlog voor de Duitse bezetter een rol gespeeld als oefenlocatie voor bombardementen. Nu is er nog een bunker uit 1941 te vinden. De bunker is gebouwd als observatiepost tijdens oefeningen en beschietingen van de Luftwaffe. De Luftwaffe bouwde onder andere houten scheepsmodellen die als doelwit fungeerden.
Bij de bunker stortte op 16 juli 1943 een Messerschmitt Bf 109 "Gelbe 3" neer, door een besturingsfout van de piloot. Het vliegtuig verdween door zijn snelheid diep in de zachte grond van het buitendijks gebied. Zowel piloot als vliegtuig zijn nooit geborgen. De crashlocatie is het enige nog bestaande Luftwaffe veldgraf in Friesland. In 2014 is er door een nazaat van de Duitse piloot een gedenkbord onthuld op de bunker.
Tegenwoordig is het dak van de bunker ingericht als een uitzicht-terras voor wandelaars.